# Șarpe cu patru dungi
Șarpele cu patru dungi (Elaphe quatuorlineata) este un șarpe neveninos din familia colubride (Colubridae), care trăiește în sud-vestul Europei și nu se întâlnește pe teritoriul României sauRepublicii Moldova. Are pe partea superioară a corpului patru dungi longitudinale brun-închise, de unde și numele lui (în limba latină și română).

## Taxonomia
Este o specie politipică, reprezentată prin 4 subspecii: Elaphe quatuorlineata quatuorlineata (Lacepède, 1789) răspândită în centrul și sudui Italiei, Sicilia, fosta Iugoslavie, Albania, sud-vestul Bulgariei, Grecia, insulele Sporade și Ciclade;  Elaphe quatuorlineata muenteri (Bedriaga, 1881) este limitată la insulele Ciclade și Myconos din Marea Egee. Elaphe quatuorlineata scyrensis (Cattaneo, 1999) și Elaphe quatuorlineata parensis (Cattaneo 1999), recent descrise pe baze morfologice de Cattaneo, sunt răspândite în insulele grecești Skyros și Paros
În clasificările mai vechi balaurul dobrogean (Elaphe sauromates) era inclus ca o subspecie (Elaphe quatuorlineata sauromates) în specia Elaphe quatuorlineata, dar apoi a fost considerat ca o specie distinctă și este răspândită în Caucaz și Asia Centrală, de-a lungul coastei Mării Negre și Mării Caspice și în Orientul Mijlociu - Turcia europeană, nord-estul Greciei, sud-estul Bulgariei și zona dunăreană, România (Dobrogea și Moldova), Republica Moldova, sud-vestul fostei U.R.S.S., Caucaz, Asia Mică, Persia. 

## Răspândirea
Elaphe quatuorlineata este o entitate apenino-balcanică. 
În afară de Italia, specia este distribuită de-a lungul coastelor fostei Iugoslavii, în Albania  și Grecia, inclusiv în multe insule. În Italia Elaphe quatuorlineata este distribuit destul de inegal în Italia centromeridională. 
A fost găsit în următoarele țări: Albania, Bosnia și Herțegovina, Croația, Grecia, Italia, Macedonia, Muntenegru, Serbia, Slovenia.

## Habitatul
Șarpele cu patru dungi este frecvent întâlnit în câmpiile colinare unde sunt tufișuri mediteraneene, păduri și mărăciniș (Quercus ilex și Quercus pubescens), pajiști și tufișuri (Spartium junceum, Pistacia lentiscus, Pistacia terebinthus, Rhamnus spp., Phillyrea spp.). De multe ori a fost găsit în apropierea cursurilor de apă, apelor stagnante și mlaștinilor.

## Descrierea
Este cel mai lung șarpe italian și unul dintre cei mai lungi din Europa. Lungimea acestuia poate varia de la 80 la 240 cm, deși rareori depășește 160 cm. 
Are o culoare brun-gălbuie cu patru patru dungi longitudinale negre caracteristice (de unde și denumirea științifică). Coloritul juvenililor este diferit de cel al adulților și sub-adulților, fiind caracterizat printr-o serie de pete dorsale ovale negricioase.

## Comportamentul
Este activ din aprilie până în septembrie, dar este observat mai frecvent de la mijlocul lunii iunie până la mijlocul lunii iulie. 
Este un șarpe diurn, tericol, deși uneori se poate cățăra pe arbuști. Se mișcă relativ lent  dar este un bun înotător. 

## Hrana
Se hrănește cu mamifere mici, reptile, păsări mici și ouăle lor. Juvenilii se  hrănesc cu șopârle, rozătoare mici și insecte. 

## Reproducerea

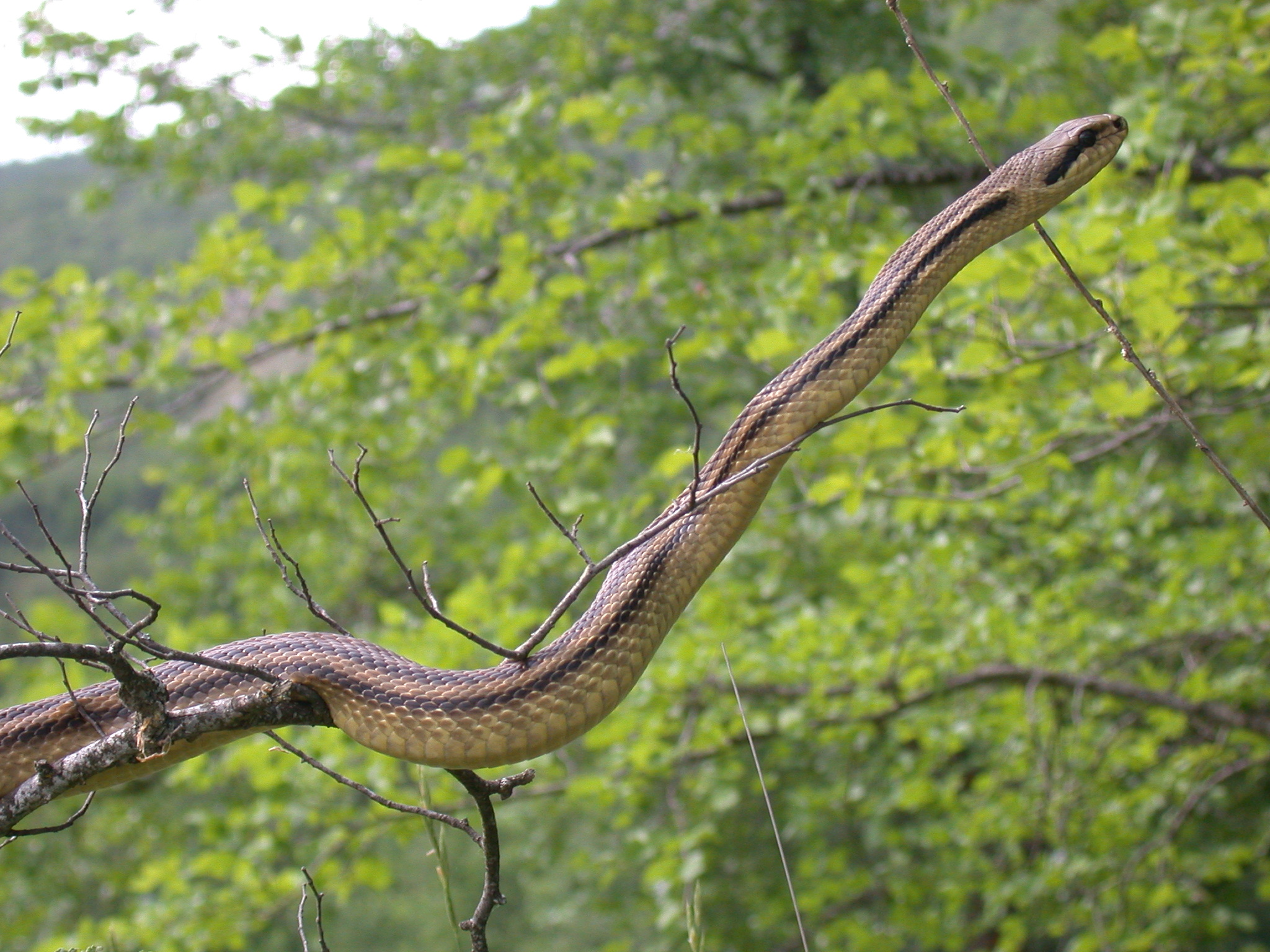

Împerecherea are loc în aprilie-mai, în funcție de latitudine și altitudine. Femelele depun circa 10 ouă mari în cavități naturale.
Maturitatea sexuală este atinsă în al treilea sau al patrulea an de viață.